# Geroda (Turíngia)
Geroda é um município da Alemanha localizado no distrito de Saale-Orla, estado de Turíngia.
Pertence ao Verwaltungsgemeinschaft de Triptis.

## Demografia
Evolução da população (31 de dezembro):
| - 1994 - 278 - 1995 - 271 - 1996 - 279 - 1997 - 287 | - 1998 - 292 - 1999 - 294 - 2000 - 281 - 2001 - 286 | - 2002 - 282 - 2003 - 278 |

 Fonte: Thüringer Landesamt für Statistik